# Luciano Parodi
Luciano Parodi González (Paysandú, 16 febbraio 1994) è un cestista uruguaiano con cittadinanza italiana, playmaker della nazionale uruguaiana.

## Carriera
Dopo due stagioni disputate nei campionati sudamericani, a fine settembre 2018 viene ingaggiato dalla Dinamo Sassari, a corto di playmaker a causa degli infortuni di Jaime Smith e di Marco Spissu. Debutta il 14 ottobre nella vittoria contro Varese, andando a referto con 2 punti, 3 rimbalzi e 5 assist in 20 minuti di utilizzo. Con Sassari gioca anche cinque partite della regular season della Fiba Europe Cup, con una media di 2,4 punti e 2,8 assist a gara. A fine novembre viene svincolato dalla società per accasarsi nel campionato brasiliano.
Con l'Uruguay ha disputato due edizioni dei Campionati americani (2015, 2017).

## Palmarès
- Campionato uruguaiano: 4

Hebraica Macabi: 2011-12, 2015-16, 2016-17, 2022-23